# Maurice Cheeks
Maurice Edward Cheeks (Chicago, 8 settembre 1956) è un ex cestista e allenatore di pallacanestro statunitense, professionista nella NBA.
Dal 2018 è fra i membri del Naismith Memorial Basketball Hall of Fame.

## Carriera
Frequenta il college di West Texas State.
Nel 1978 viene scelto al draft dai Philadelphia 76ers, con i quali inizia la sua carriera NBA, e con i quali rimarrà per undici stagioni, vincendo il titolo NBA nella stagione 1982-83.
Lasciati i Sixers, Cheeks gioca con i San Antonio Spurs, i New York Knicks e gli Atlanta Hawks, terminando la sua carriera NBA ai New Jersey Nets alla fine della stagione 1992-93.
Complessivamente Maurice Cheeks disputa 1101 gare NBA di regular season, 133 gare di play-off, partecipa all'NBA All-Star Game del 1983, del 1986, del 1987 e del 1988 e viene inserito per quattro stagioni consecutive (1983-1986) nel primo quintetto difensivo NBA, e per una stagione, nel 1987, viene inserito nel secondo quintetto difensivo della lega.
Finita  la carriera da giocatore è passato a quella di allenatore. La sua prima esperienza da capo allenatore è stata sulla panchina dei Portland Trail Blazers, squadra che nei primi anni del 2000 era famosa soprattutto per i suoi comportamenti poco ortodossi fuori dal campo. Dopo aver terminato sulla panchina dei Blazers è passato ad allenare la squadra a cui era più legato come giocatore, i Philadelphia 76ers dove ha allenato fino al dicembre 2008.

## Statistiche
| † | Denota le stagioni in cui ha vinto il titolo |
| * | Primo nella lega                             |
| * | Record                                       |

### NCAA II
| Anno      | Squadra              | PG  | PT | MP   | TC%  | 3P% | TL%  | RP  | AP  | PRP | SP | PP   |
| --------- | -------------------- | --- | -- | ---- | ---- | --- | ---- | --- | --- | --- | -- | ---- |
| 1974-1975 | West Texas Buffaloes | 26  | -  | -    | 46,7 | -   | 58,5 | 2,2 | -   | -   | -  | 3,9  |
| 1975-1976 | West Texas Buffaloes | 23  | -  | 33,3 | 60,0 | -   | 61,9 | 4,0 | -   | -   | -  | 11,1 |
| 1976-1977 | West Texas Buffaloes | 30  | -  | 36,5 | 60,6 | -   | 70,4 | 4,0 | 7,1 | -   | -  | 13,9 |
| 1977-1978 | West Texas Buffaloes | 27  | -  | 34,9 | 54,5 | -   | 71,4 | 5,6 | 5,7 | -   | -  | 16,8 |
| Carriera  | Carriera             | 106 | -  | 35,0 | 56,8 | -   | 67,8 | 3,9 | 6,4 | -   | -  | 11,6 |

### NBA

#### Regular Season
| Anno       | Squadra            | PG   | PT  | MP    | TC%  | 3P%  | TL%   | RP  | AP  | PRP | SP  | PP   |
| ---------- | ------------------ | ---- | --- | ----- | ---- | ---- | ----- | --- | --- | --- | --- | ---- |
| 1978-1979  | Philadelphia 76ers | 82   | -   | 29,4  | 51,0 | -    | 72,1  | 3,1 | 5,3 | 2,1 | 0,1 | 8,4  |
| 1979-1980  | Philadelphia 76ers | 79   | -   | 33,2  | 54,0 | 44,4 | 77,9  | 3,5 | 7,0 | 2,3 | 0,4 | 11,4 |
| 1980-1981  | Philadelphia 76ers | 81   | -   | 29,8  | 53,4 | 37,5 | 78,7  | 3,0 | 6,9 | 2,4 | 0,5 | 9,4  |
| 1981-1982  | Philadelphia 76ers | 79   | 79  | 31,6  | 52,1 | 27,3 | 77,7  | 3,1 | 8,4 | 2,6 | 0,4 | 11,2 |
| 1982-1983† | Philadelphia 76ers | 79   | 79  | 31,2  | 54,2 | 16,7 | 75,4  | 2,6 | 6,9 | 2,3 | 0,4 | 12,5 |
| 1983-1984  | Philadelphia 76ers | 75   | 75  | 33,3  | 55,0 | 40,0 | 73,3  | 2,7 | 6,4 | 2,3 | 0,3 | 12,7 |
| 1984-1985  | Philadelphia 76ers | 78   | 78  | 33,5  | 57,0 | 23,1 | 87,9  | 2,8 | 6,4 | 2,2 | 0,3 | 13,1 |
| 1985-1986  | Philadelphia 76ers | 82   | 82  | 39,9* | 53,7 | 23,5 | 84,2  | 2,9 | 9,2 | 2,5 | 0,3 | 15,4 |
| 1986-1987  | Philadelphia 76ers | 68   | 68  | 38,6  | 52,7 | 23,5 | 77,7  | 3,2 | 7,9 | 2,6 | 0,2 | 15,6 |
| 1987-1988  | Philadelphia 76ers | 79   | 79  | 36,3  | 49,5 | 13,6 | 82,5  | 3,2 | 8,0 | 2,1 | 0,3 | 13,7 |
| 1988-1989  | Philadelphia 76ers | 71   | 70  | 32,4  | 48,3 | 7,7  | 77,4  | 2,6 | 7,8 | 1,5 | 0,2 | 11,6 |
| 1989-1990  | San Antonio Spurs  | 50   | 49  | 35,3  | 47,8 | 11,1 | 83,2  | 3,3 | 6,0 | 1,6 | 0,1 | 10,6 |
| 1989-1990  | N.Y. Knicks        | 31   | 13  | 24,3  | 57,9 | 42,9 | 87,7  | 2,4 | 4,9 | 1,4 | 0,2 | 7,9  |
| 1990-1991  | N.Y. Knicks        | 76   | 64  | 28,3  | 49,9 | 25,0 | 81,4  | 2,3 | 5,7 | 1,7 | 0,1 | 7,8  |
| 1991-1992  | Atlanta Hawks      | 56   | 0   | 19,4  | 46,2 | 50,0 | 60,5  | 1,7 | 3,3 | 1,5 | 0,0 | 4,6  |
| 1992-1993  | N.J. Nets          | 35   | 0   | 14,6  | 54,8 | 0,0  | 88,9  | 1,2 | 3,1 | 0,9 | 0,1 | 3,6  |
| Carriera   | Carriera           | 1101 | 736 | 31,6  | 52,3 | 25,5 | 79,3  | 2,8 | 6,7 | 2,1 | 0,3 | 11,1 |
| All-Star   | All-Star           | 4    | 1   | 11,0  | 43,8 | -    | 100,0 | 0,8 | 1,0 | 0,8 | 0,0 | 4,0  |

#### Play-off
| Anno     | Squadra            | PG  | PT | MP   | TC%  | 3P%  | TL%  | RP  | AP   | PRP  | SP  | PP   |
| -------- | ------------------ | --- | -- | ---- | ---- | ---- | ---- | --- | ---- | ---- | --- | ---- |
| 1979     | Philadelphia 76ers | 9   | -  | 36,7 | 54,5 | -    | 66,1 | 3,9 | 7,0  | 4,1* | 0,4 | 18,8 |
| 1980     | Philadelphia 76ers | 18  | -  | 37,5 | 51,1 | 20,0 | 70,7 | 4,1 | 6,2  | 2,5  | 0,2 | 11,6 |
| 1981     | Philadelphia 76ers | 16  | -  | 32,1 | 54,4 | 0,0  | 76,2 | 3,2 | 7,3  | 2,5* | 0,8 | 10,5 |
| 1982     | Philadelphia 76ers | 21  | -  | 36,4 | 47,2 | 11,1 | 76,9 | 3,0 | 8,2  | 2,3  | 0,3 | 14,3 |
| 1983†    | Philadelphia 76ers | 13  | -  | 37,2 | 50,3 | 50,0 | 70,3 | 3,0 | 7,0  | 2,0  | 0,2 | 16,3 |
| 1984     | Philadelphia 76ers | 5   | -  | 34,2 | 52,2 | 0,0  | 86,7 | 2,4 | 3,8  | 2,6  | 0,0 | 16,6 |
| 1985     | Philadelphia 76ers | 13  | 13 | 37,2 | 52,9 | 0,0  | 85,7 | 3,5 | 5,2  | 2,4  | 0,4 | 15,2 |
| 1986     | Philadelphia 76ers | 12  | 12 | 43,3 | 51,6 | 0,0  | 84,9 | 4,7 | 7,1  | 1,1  | 0,3 | 20,3 |
| 1987     | Philadelphia 76ers | 5   | 5  | 42,0 | 53,0 | 0,0  | 85,7 | 2,6 | 8,8  | 1,8  | 0,8 | 17,6 |
| 1989     | Philadelphia 76ers | 3   | 3  | 42,7 | 51,2 | 0,0  | 84,6 | 3,7 | 13,0 | 2,3  | 0,3 | 17,7 |
| 1990     | N.Y. Knicks        | 10  | 10 | 38,8 | 48,1 | 0,0  | 90,3 | 3,9 | 8,5  | 1,7  | 0,2 | 12,8 |
| 1991     | N.Y. Knicks        | 3   | 3  | 33,7 | 60,9 | 33,3 | 50,0 | 3,0 | 5,3  | 1,0  | 0,3 | 10,0 |
| 1993     | N.J. Nets          | 5   | 0  | 16,4 | 47,8 | -    | 0,0  | 1,2 | 2,8  | 1,2  | 0,2 | 4,4  |
| Carriera | Carriera           | 133 | 46 | 36,5 | 51,2 | 9,8  | 77,7 | 3,4 | 6,9  | 2,2  | 0,3 | 14,4 |

#### Massimi in carriera
- Massimo di punti: 33 vs San Antonio Spurs (22 aprile 1979)[1]
- Massimo di rimbalzi: 10 (2 volte)
- Massimo di assist: 21 vs New Jersey Nets (30 ottobre 1982)
- Massimo di palle rubate: 9 vs Los Angeles Clippers (5 gennaio 1987)
- Massimo di stoppate: 3 (6 volte)
- Massimo di minuti giocati: 55 vs Indiana Pacers (4 novembre 1986)

## Palmarès

### Giocatore
- Campionato NBA: 1

Philadelphia 76ers: 1983
- NBA All-Defensive Team: 5

First Team: 1983, 1984, 1985, 1986
Second Team: 1987
- NBA All Star Game: 4

1983, 1986, 1987, 1988
- Sedicesimo per numero di assist di sempre NBA
- Settimo miglior giocatore per palle rubate di sempre NBA
- Nono migliore giocatore di sempre per palle rubate a partita NBA in regular season (2,10 palle rubate a partita)
- Inserito nella Naismith Memorial Basketball Hall of Fame nel 2018